# Gonomyia (Gonomyia) platymeroides
Gonomyia (Gonomyia) platymeroides is een tweevleugelige uit de familie steltmuggen (Limoniidae). De soort komt voor in het Neotropisch gebied.